# Bystřice pod Hostýnem
Bystřice pod Hostýnem (in tedesco Bistritz am Hostein) è una città della Repubblica Ceca facente parte del distretto di Kroměříž, nella regione di Zlín.

## Amministrazione

### Gemellaggi
La città è gemellata con:
- Salzkotten
- San Giovanni al Natisone